# Marion y Valabrègue en busca de un motivo para pintar
Marion y Valabrègue en busca de un motivo para pintar (Marion y Valabrègue partant pour le motif, en francés) es una pintura del artista francés postimpresionista Paul Cézanne, elaborada en 1866.

## Historia
En 1866, Paul Cézanne le envió una carta a su amigo, el escritor Émile Zola, en la que le habla de un proyecto de gran formato en el que representa a dos personas en búsqueda de un motivo para pintar un paisaje. La carta incluye unos bocetos a lápiz en los que aparecen como protagonistas un par de amigos del pintor: el poeta y crítico de arte Antoine Valabrègue, y el naturalista Antoine-Fortuné Marion.
En la pintura, Marion es el hombre a la izquierda, que carga su equipo de pintura, mientras que Valabrègue es el acompañante, quien lleva consigo un sombrero de copa. La obra plantea una historia de origen para la pintura de paisaje a través de elementos como la compañía de los artistas, la búsqueda del motivo y la conversión de la naturaleza en pintura.
No obstante, a pesar del entusiasmo inicial mostrado por Cézanne, en noviembre de 1866 el pintor informa a Zola que había cancelado el proyecto. Sin embargo, consiguió hacer un óleo en su estudio, el cual forma parte de la colección de Museo Soumaya en la Ciudad de México.